# Дом С. С. Долганова
Дом С. С. Долганова — памятник истории и архитектуры федерального значения в историческом центре Нижнего Новгорода. Построен в 1844—1845 годах по проекту первого нижегородского городового архитектора Г. И. Кизеветтера.
Дом выступает элементом исторической застройки улицы Ильинской, ярким примером здания переходного этапа от классицизма к эклектике в нижегородской архитектуре, фасады которого имеют разнообразный лепной декор в стиле эклектики.

## История
После утверждения нового генерального плана Нижнего Новгорода 1839 года застройка Большой Ильинской улицы каменными домами стала более интенсивной. На месте сохранившегося дома тогда стояло более ранее деревянное здание. Владелец дома, купец второй гильдии Семён Степанович Долганов обратился к архитектору Г. И. Кизеветтеру с предложением разработать проект нового двухэтажного каменного дома.
23 июня он адресовал в Нижегородский строительный комитет просьбу о начале работ по сносу старого строения. 15 июля 1843 года проект нового дома был высочайше утверждён в Петергофской царской резиденции. В августе того же года началось строительство, а к исходу строительного сезона 1844 года дом значился в списке полностью отделанных. Главный фасад в семь окон получил руст первого этажа, во втором этаже — лопатки с чрезмерно увеличенными базами, под окнами в ширинках — лепные «жуки».
Позже усадьба перешла к наследникам С. С. Долганова, которые вели активные строительные работы на участке. К концу 1870-х годов на территории появились новые каменные постройки: два флигеля, службы, баня (все утрачены). Главный дом усадьбы не перестраивался вплоть до 1893 года, когда были проведены ремонтные работы, усложнён декор фасадов: простые наличники первого этажа получили вверху барочные волюты, крайние лопатки второго этажа были покрыты рустом.
В 1919 году в здании размещался штаб Волжской военной флотилии во главе с комиссаром Н. Г. Маркиным. После здание было отдано под жилые квартиры. В 1956 году на фасаде была установлена мемориальная доска: «В этом доме в 1918 году находился штаб командования Волжской военной флотилии».
В 1990-е годы с левой стороны к дому был пристроен кирпичный вход в полуподвал.